# Copiphana gassana
Copiphana gassana là một loài bướm đêm trong họ Noctuidae.